# Нийсхо
Демократический союз «Нийсхо» (ингуш. «Справедливость») — общественно-политическое движение, выступающее за возвращение в состав Республики Ингушетия Пригородного района, восточная часть которого ранее входила в состав ЧИАССР, но в 1944 году была присоединёна к Северной Осетии.

## История
Начало «перестройки» в СССР вызвало у ингушей надежды на возвращение утраченных территорий.
«Нийсхо» создана в 1989 году (по другим данным — в 1988 году) в городе Грозном. Первоначально именовалась, как Ингушский национальный союз «Нийсхо». Также носила название Ингушская демократическая партия «Нийсхо», в настоящее время организация носит название Демократический союз «Нийсхо».
9-10 сентября 1989 года «Нийсхо», участвовала в созванном в Грозном II-м съезде ингушского народа, который выдвинул идею создания отдельной от Чечни Республики Ингушетия.

## Деятельность
Основной целью Демократического союза «Нийсхо» является реализация Закона «О реабилитации репрессированных народах», а именно территориальное восстановление Ингушетии.

## Лидеры
- Исса Кодзоев — в сентябре 1989 года на II-ом съезде ингушского народа был избран председателем оргкомитета по восстановлению автономии ингушского народа, организатором которого являлось «Нийсхо»;
- Ужахов Руслан Магомедович — Председатель «Нийсхо» с 1991 по 1993 год[1];
- Исса Дашлакиев — Председатель «Нийсхо» с 1993 года по настоящее время.